# Mədətli
Mədətli è un comune dell'Azerbaigian situato nel distretto di Cəlilabad. Conta una popolazione di 575 abitanti.